# NGC 3210
NGC 3210 é uma estrela dupla na direção da constelação de Draco. O objeto foi descoberto pelo astrônomo William Herschel em 1802, usando um telescópio refletor com abertura de 18,6 polegadas. 